# Större hawaiigås
Större hawaiigås (Branta hylobadiastes) är en utdöd fågelart i familjen änder inom ordningen andfåglar som tidigare förekom i Hawaiiöarna.

## Tidigare förekomst och utdöende
Större hawaiigås är känd från fossila lämningar funna på sydsluttningen av berget Haleakala på huvudön Hawaii i Hawaiiöarna. Ett stort antal fynd av fossil har gjorts, tusentals ben från dussintals individer. Fynd har även gjorts av gäss på andra öar i arkipelagen som kan utgöra egna arter. Arten dog ut snart efter att polynesiska bosättare anlände till ön, dels på grund av jakt, dels predation från invasiva djur som polynesierna hade med sig. Mot slutet av 1000-talet hade den med största säkerhet försvunnit. 

## Kännetecken
Större hawaiigås var en stor gås med kraftiga ben och små vingar. Liksom hawaiigås (Branta sandvicensis) utvecklades den ur kanadagäss som flyttade till öarna en halv miljon år sedan och anpassade sig till den tropiska stillahavsmiljön. Hur gåsen såg ut är oklart, men den kan antas vara relativt lik sina levande närmaste släktingar. Den var 5% större än hawaiigåsen men vingarna lika mycket kortare. När den dog ut var den mitt i utvecklingen mot att bli flygoförmögen, vilket är unikt bland utdöda flygoförmögna fåglar. Bland funna fossil finns en stor variation med individer som troligen kunde flyga och andra som helt uppenbart inte kunde det.